# Dolný Harmanec
Dolný Harmanec (allemand : Niederherm, hongrois : Alsóhermánd) est un village de Slovaquie situé dans la région de Banská Bystrica.

## Histoire
Première mention écrite du village en 1540.

## Démographie

### Évolution de la population
| Année:               | 1994. | 2004.   | 2014.    | 2024.   |
| -------------------- | ----- | ------- | -------- | ------- |
| Nombre de personnes: | 187   | 204     | 246      | 264     |
| Différence:          |       | +9,09 % | +20,58 % | +7,31 % |

| Année:               | 2023. | 2024.   |
| -------------------- | ----- | ------- |
| Nombre de personnes: | 269   | 264     |
| Différence:          |       | -1,85 % |